# H/d-Verhältnis
Das h/d-Verhältnis oder auch "der h/d" von Bäumen ist in der Forstwirtschaft das Verhältnis von Baumhöhe (h) zu Brusthöhendurchmesser (d).
Eine Baumhöhe 35 Meter bei einem Meter Brusthöhendurchmesser (BHD 1) entspricht einem h/d von 35.
Einzeln stehende Bäume ("Solitärpflanzen") weisen ein niedrigeres h/d-Verhältnis auf als Bäume im Waldbestand. Das Dickenwachstum zur Stabilitätssicherung wird im Freistand nicht durch das im Bestand aufgrund der Konkurrenz um Licht vordringliche Höhenwachstum beeinträchtigt.
Das durchschnittliche h/d-Verhältnis der Bäume wird im Waldbau als ein Indikator für die Standfestigkeit des Bestandes gegen Sturmereignisse und insbesondere gegen Schneebruch bei Nadelhölzern verwendet: je schlanker und höher die Stämme, desto höher der h/d und geringer die Stand- und Bruchfestigkeit. Ein h/d von 70 wird als stabil bezeichnet, darüber steigt in Abhängigkeit von der Exposition des Geländes die Gefahr von Sturmschäden erheblich. Ein wesentlich niedrigerer h/d deutet auf qualitätsmindernde Abholzigkeit und Starkastigkeit.
Niedrige h/d-Verhältnisse lassen sich durch eine frühzeitige Durchforstung mit Verringerung der Stammzahl im Bestand erreichen. Die verbleibenden Bäume und insbesondere die freigestellten „Zukunfts- oder Z-Bäume“ bekommen mehr Lichtraum, um in der Krone und nachfolgend im Durchmesser zulegen zu können. In windexponierten Lagen werden gelegentlich Solitäre als Sturmriegel vor gefährdeten Beständen erzogen.
Eng korreliert mit dem h/d-Verhältnis ist das Kronenprozent.